# Transgraniczny Park Narodowy Kgalagadi

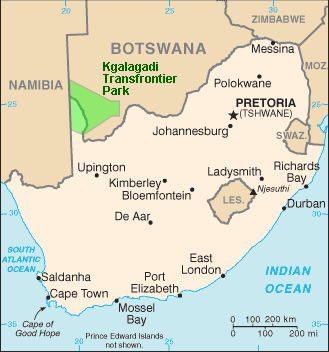
Transgraniczny Park Kgalagadi

Transgraniczny Park Narodowy Kgalagadi (ang. Kgalagadi Transfrontier National Park) – park narodowy w Republice Południowej Afryki i Botswanie o powierzchni 37 150 km², powstały w 1999 roku przez połączenie utworzonego w 1931 roku Parku Narodowego Kalahari Gemsbok (Kalahari Gemsbok National Park) w Południowej Afryce o powierzchni 9591 km² i utworzonego w 1971 roku Parku Narodowego Gemsbok (Gemsbok National Park) w Botswanie o powierzchni 27 665 km².

## Położenie geograficzne

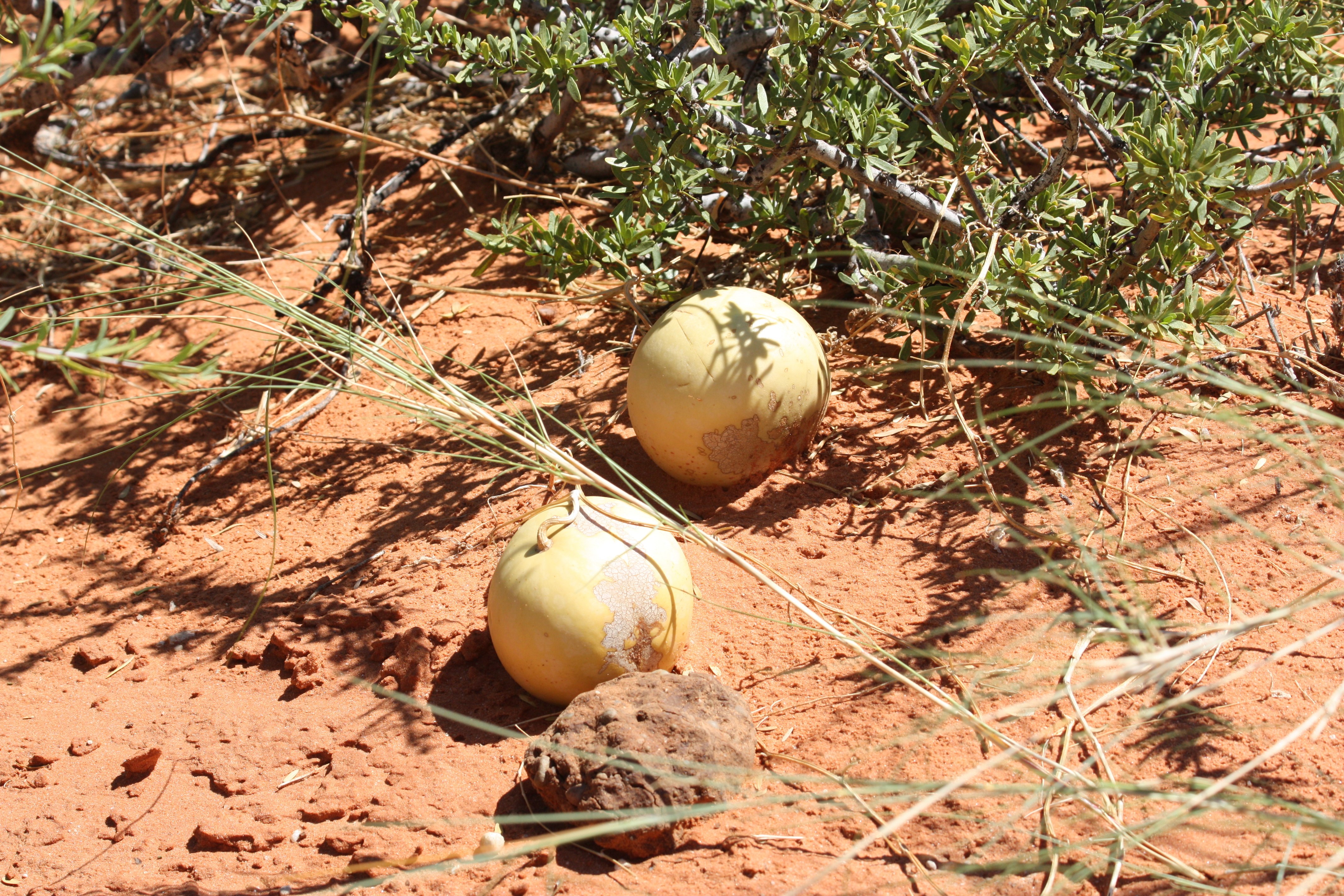
Citrullus lanatus

Park Kgalagadi leży w południowej części pustyni Kalahari na obszarze pagórkowatej równiny poprzecinanej dolinami rzek okresowych (Nossob i Aoub), charakterystycznym elementem krajobrazu są równoległe ułożone pasma piaszczystych wydm o czerwonym zabarwieniu. Roczne opady nie przekraczają 200 mm, temperatura dochodzi w lecie do 45 °C.

## Flora Parku Kgalagadi
Najczęstszą formacją roślinną jest trawiasta sawanna, skupiska roślinności pustynnej oraz busz akacjowy, a w dolinach rzek suche lasy podzwrotnikowe.

## Fauna Parku Kgalagadi
Na terenie parku występuje kilka gatunków antylop (m.in. oryks południowy, springbok, kudu, gnu, bawolec rudy i eland). Inne charakterystyczne gatunki ssaków to żyrafa, guziec, surykatka, mangusta, żbik afrykański. Z dużych drapieżników na terenie parku występuje lew, gepard, lampart, karakal, hiena brunatna, hiena cętkowana. Żyje tam także 215 gatunków ptaków, m.in. ptaki drapieżne (orzeł sawannowy, wojownik zbrojny, jastrzębiak jasny, kuglarz, raróg górski, sokolik czerwonooki) oraz struś afrykański, drop olbrzymi, dropik jasnoskrzydły, sekretarz, puchacz mleczny. Atrakcją w parku są też wielkie gniazda wikłaczy.

## Galeria

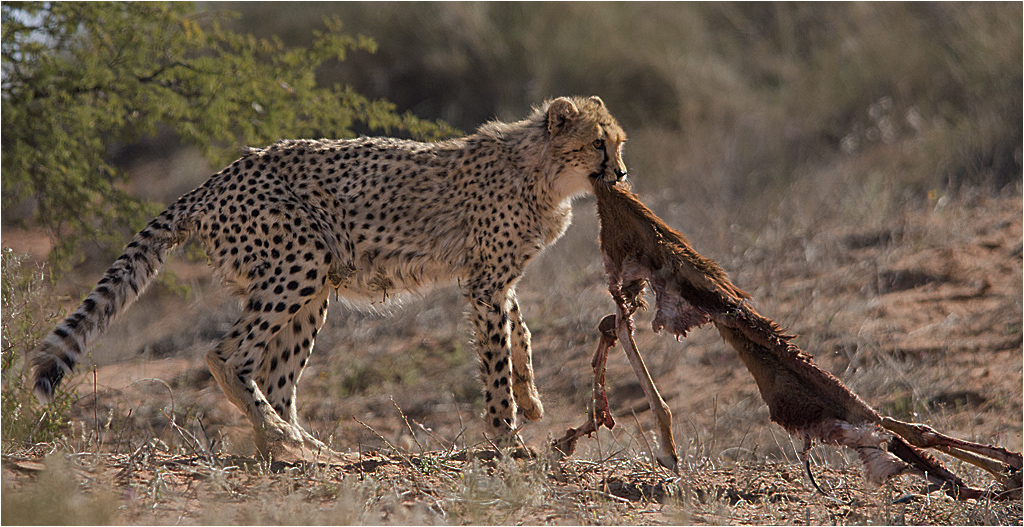
Gepard w Parku Narodowym Kgalagadi
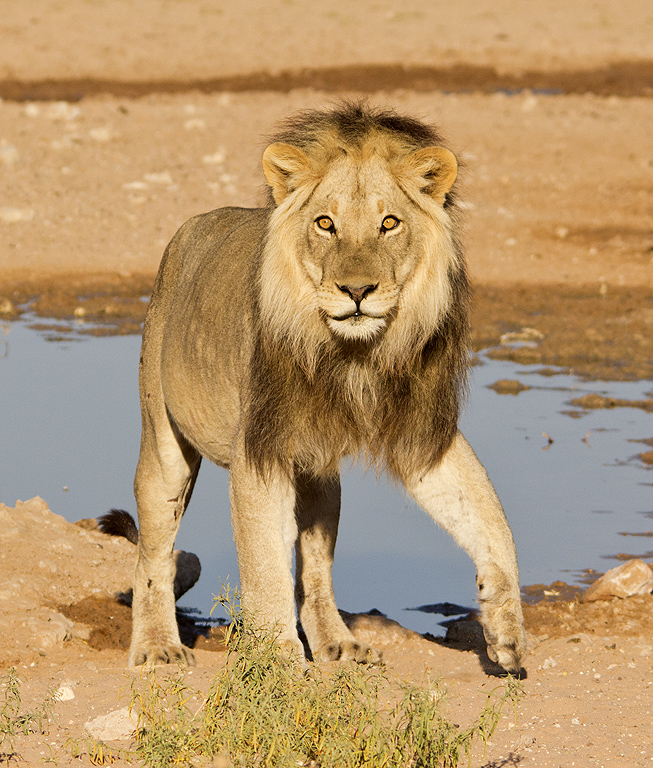
Samiec Lwa Afrykańskiego w Parku Kgalagadi
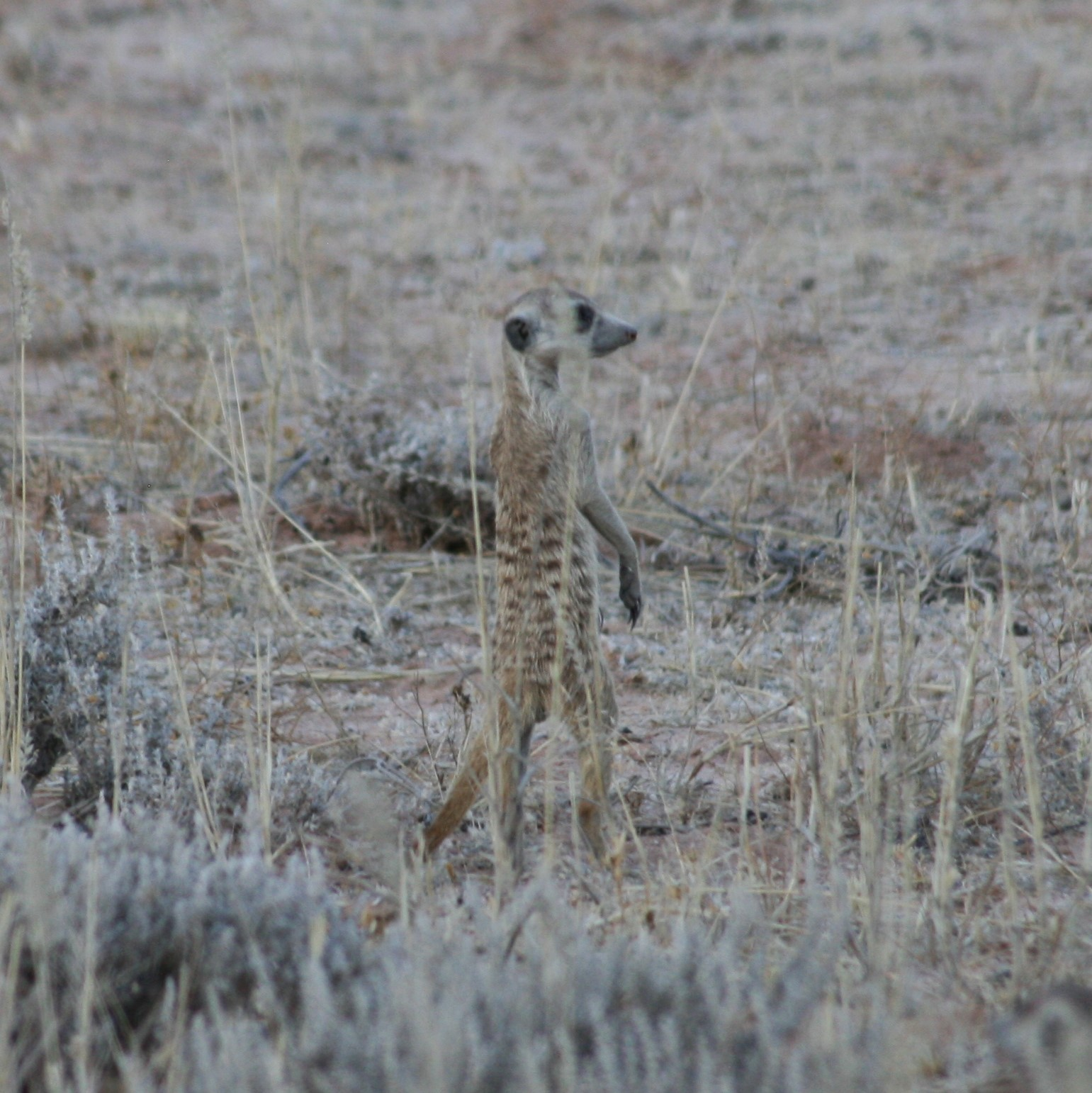
Surykatka w Parku Narodowym Kgalagadi
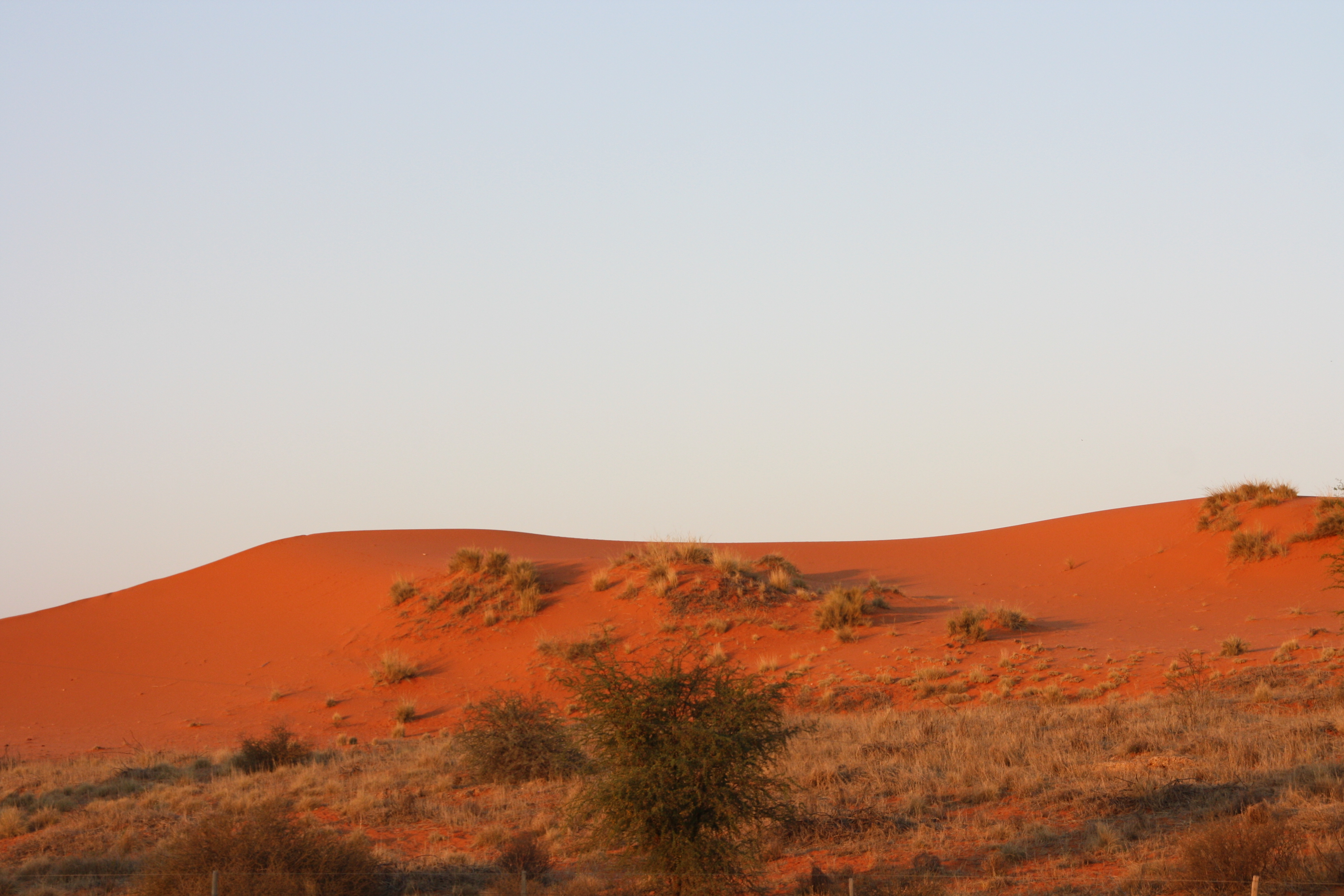
Czerwone wydmy w Paku Narodowym Kgalagadi
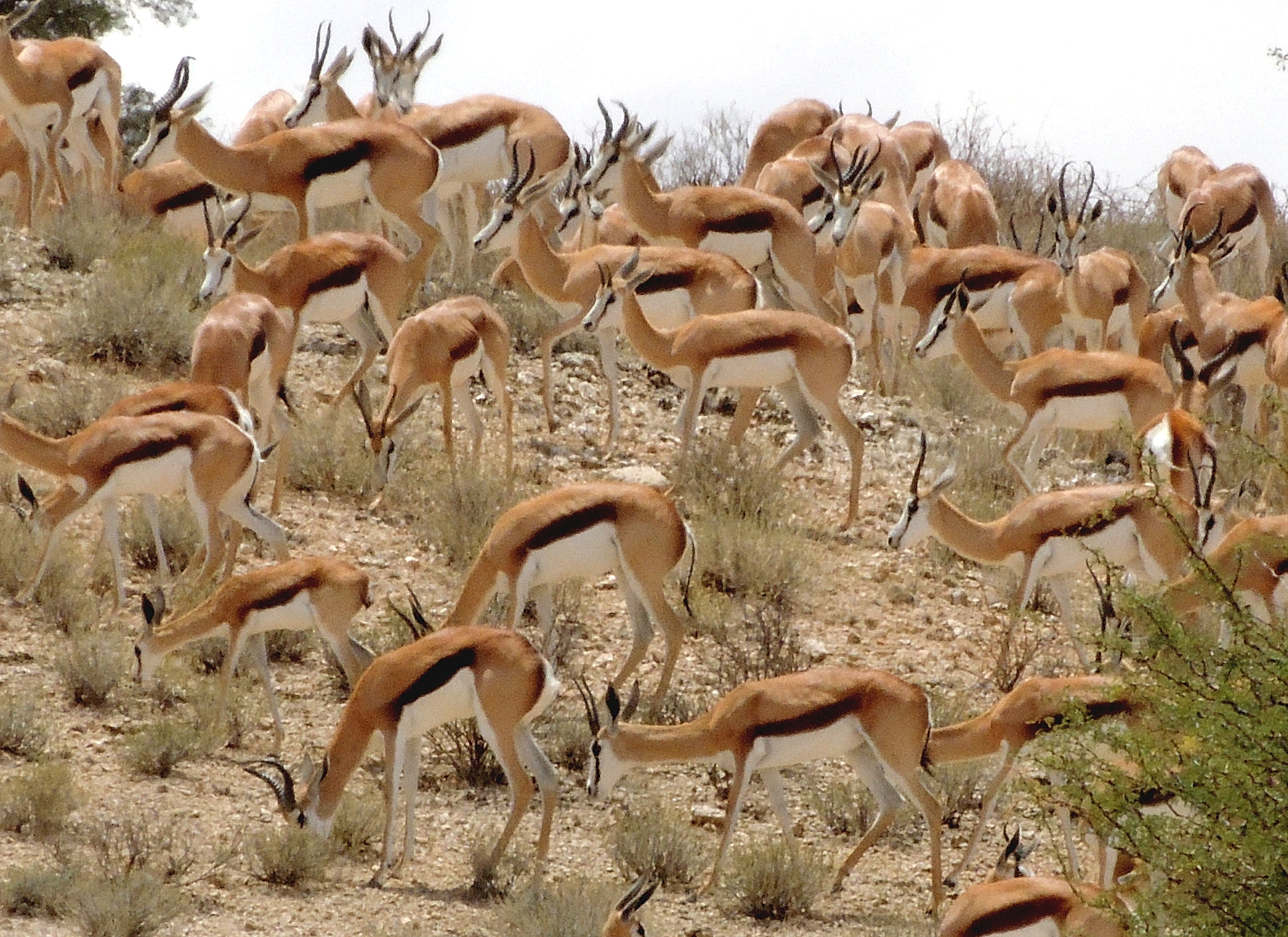
Skoczniki Antylopie w Parku Narodowym Kgalagadi
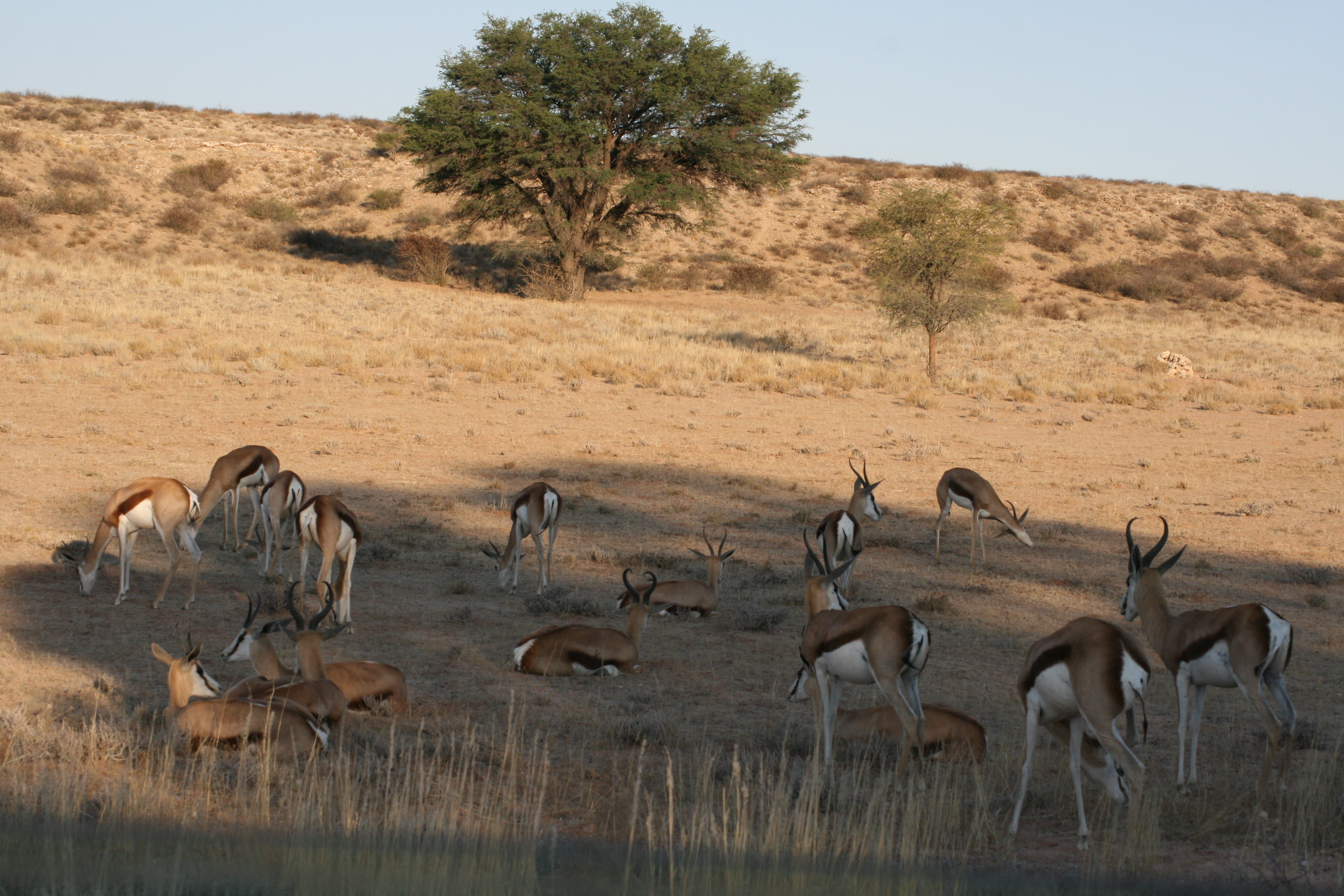
Skoczniki Antylopie w Parku Narodowym Kgalagadi